# EBONE
EBONE (European Backbone) byla evropská internetová páteřní síť. Aktivována byla v září 1992 a odpojena v červenci 2002. Některé její části byly prodány jiným společnostem a fungují dodnes.

## Historie

### Spouštění
První setkání za účelem formování sítě EBONE se konala 1. září 1991 a poslední spoj v prvotní podobě EBONE byl propojen v neděli 26. září 1992 mezi městy Londýn a Montpellier. Technické a kontrolní centrum se nacházelo v Hoeilaartu (Belgie) a v Sales & Management Office (Londýn).
V říjnu 2001 získala EBONE telekomunikační společnost KPNQwest.

### Ukončení provozu
Během „internetové horečky“ vyhlásila společnost KPNQwest bankrot. V červnu 2002 bylo prohlášeno, že síťové operační centrum bude vypnuto a celá EBONE bude deaktivována.
Zaměstnanci síťového centra se ještě po několik týdnů snažili udržet EBONE v chodu, ale byli opětovně vyzváni k vypnutí sítě a opuštění budov, což nakonec učinili 2. července 2002.